# Evangeliario de San Galo
El Evangeliario de San Galo, también llamado Libro de San Galo, es un manuscrito iluminado de estilo insular que contiene un evangeliario datado en el siglo VIII o a principios del siglo IX. Actualmente se conserva en la Biblioteca de la Abadía de San Galo (Cod. Sangre. 51).

## Contexto histórico
En 612 Galo de Arbona, un monje irlandés de camino hacia Italia fundó una ermita, que un siglo después se convirtió en la Abadía de San Galo. La abadía continuó durante mucho tiempo teniendo una conexión con el monacato irlandés, y fueron muchos los monjes que se detuvieron en la abadía, o en la Abadía de Bobbio fundada por San Columbano,  en su camino hacia Roma. El catálogo más antiguo de la biblioteca, que data de la segunda mitad del siglo IX, contabiliza más de 30 manuscritos insulares. La abadía aún conserva 15 manuscritos o fragmentos de manuscritos insulares.
El manuscrito 51 es el más completo de estos 15 manuscritos. Su fecha de realización aún se debate entre mediados del siglo VIII o a principios del siglo IX. Probablemente llegó a San Galo durante este último siglo. Proviene de un scriptorium irlandés o de una fundación filial irlandesa.

## Descripción
El manuscrito está escrito en mayúsculas insulares. Contiene 7 miniaturas a toda página con 4 retratos del evangelista cada uno frente a una página de iniciales, una página tapiz con una cruz frente al Chi-rho del Evangelio según Mateo, una crucifixión tipo Cristo triunfante  y una representación de la Ascensión o Adviento de Cristo. También contiene muchas iniciales ornamentadas a lo largo del texto.

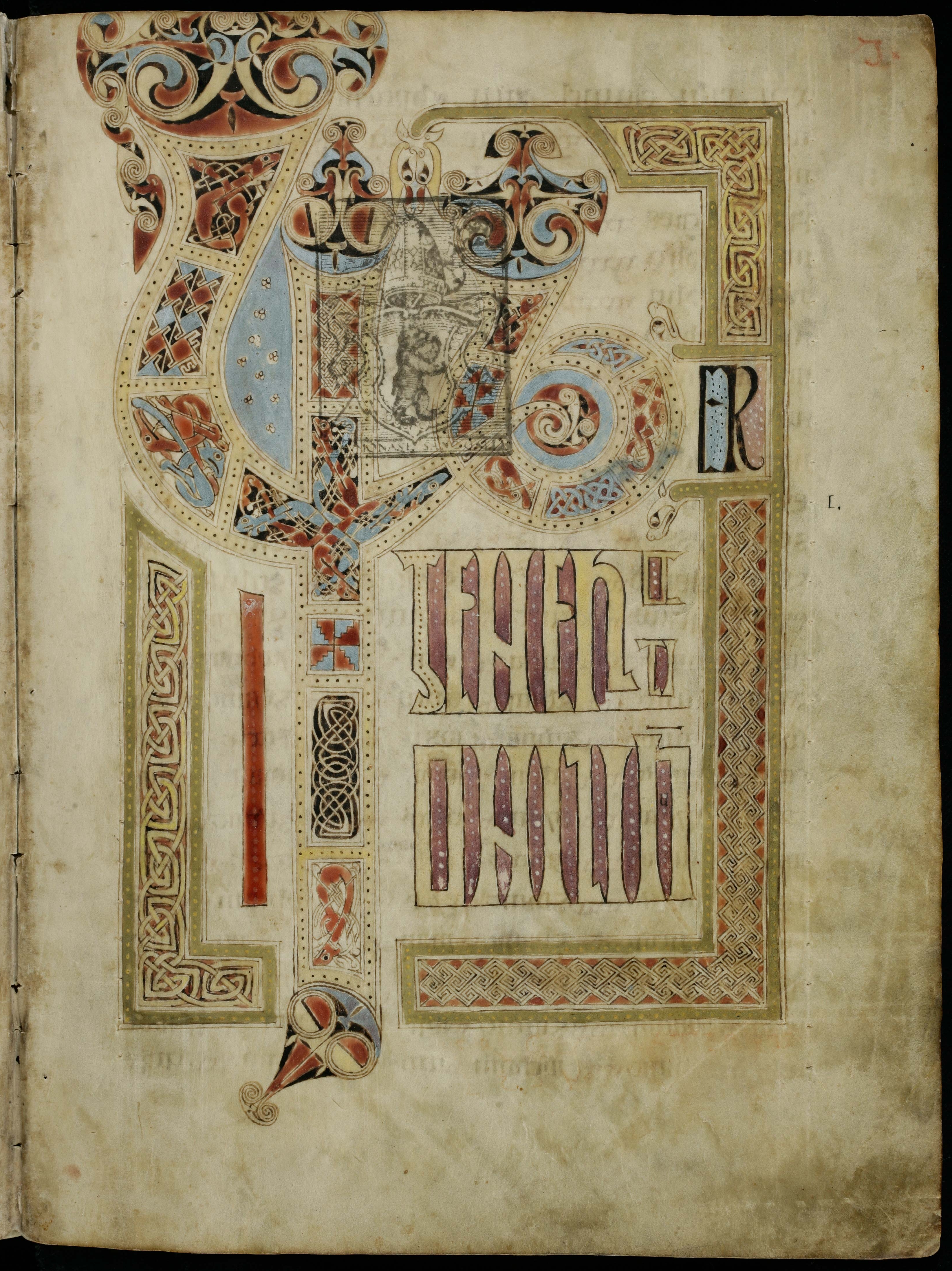
Iniciales «Liber Generationis», fol. 3
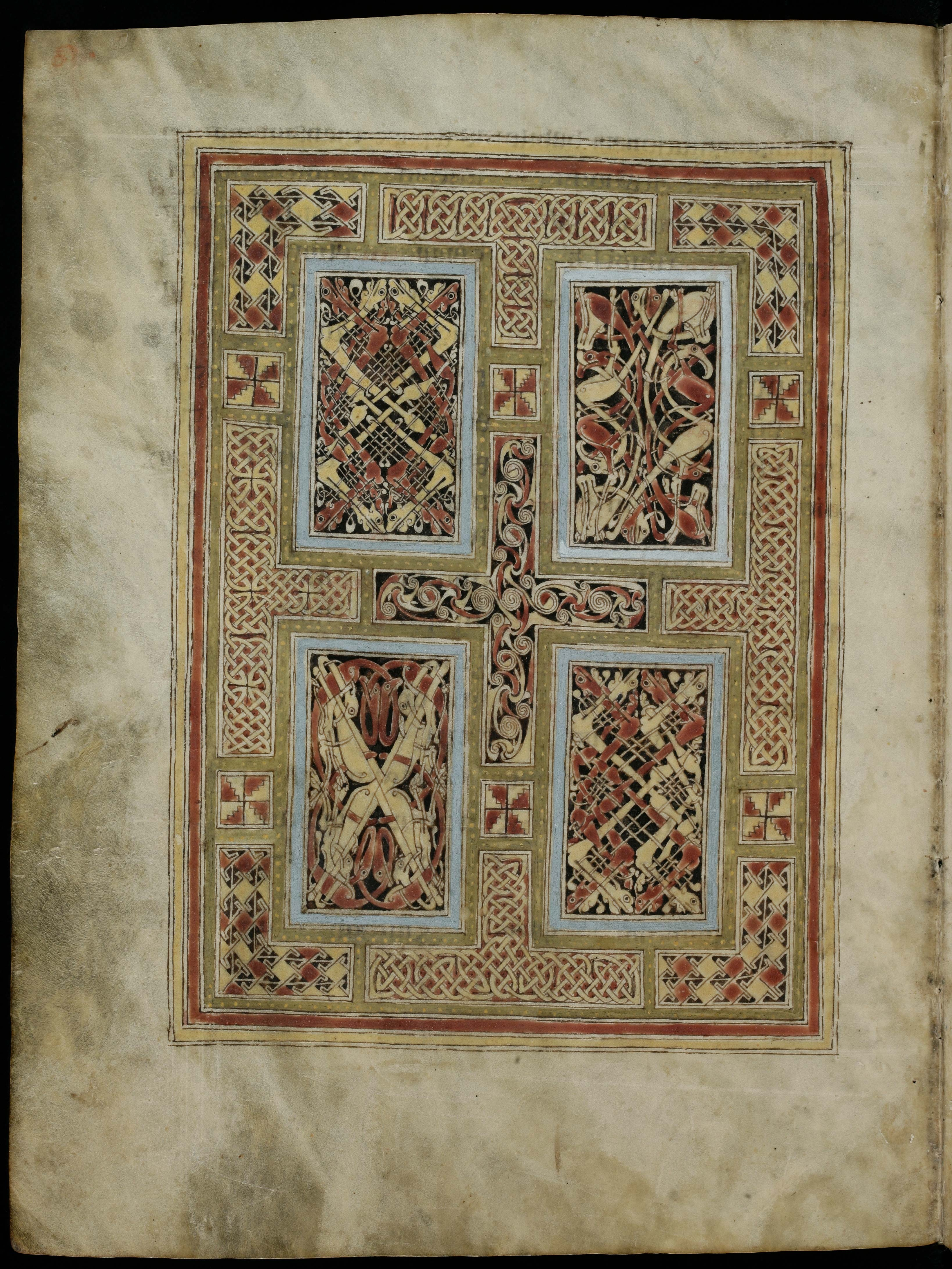
Página tapiz, fol. 6
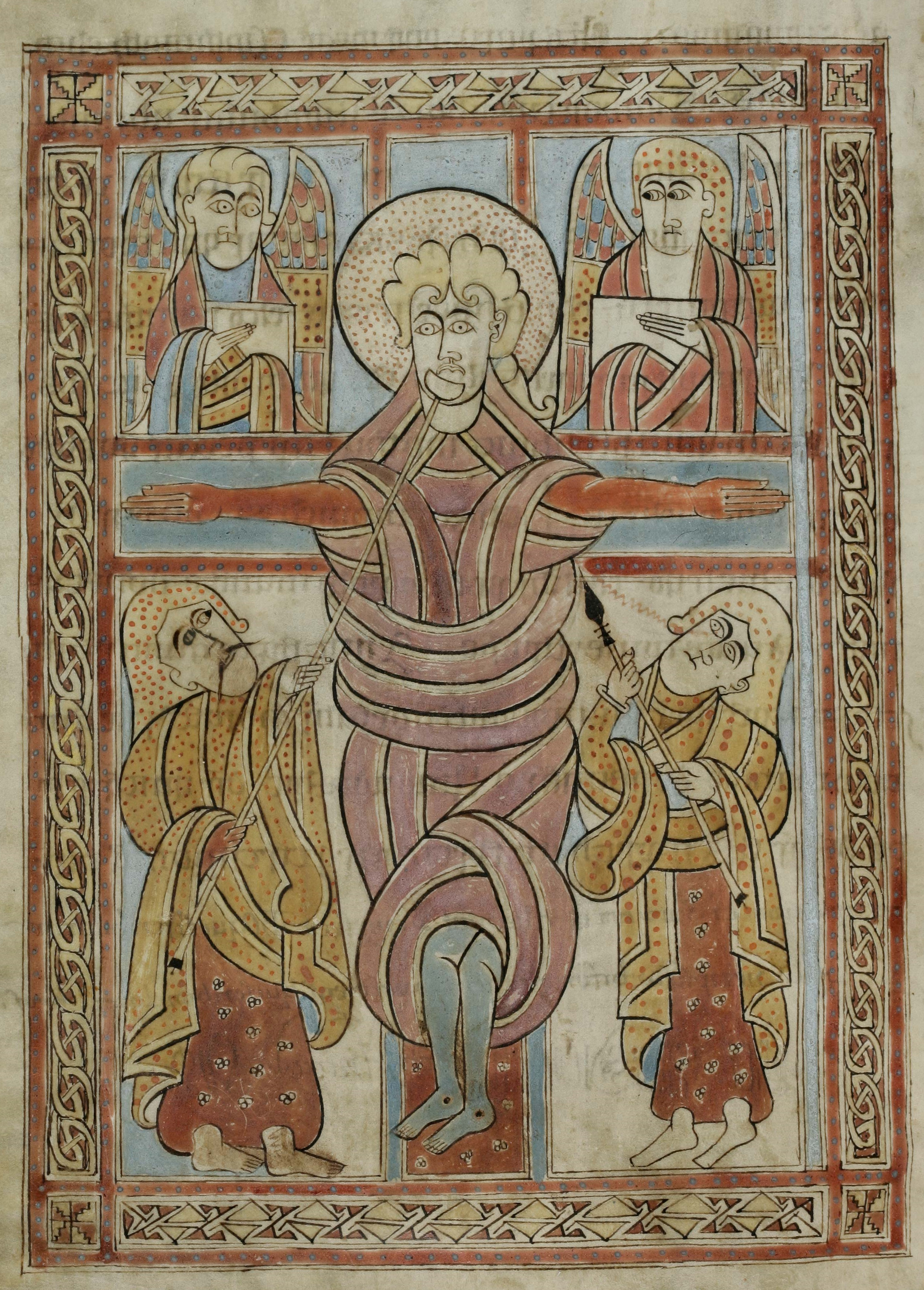
Crucifixion, fol. 266